# Kharak mafi
Kharak mafi es una ciudad censal situada en el distrito de Dehradun,  en el estado de Uttarakhand (India). Su población es de 8404 habitantes (2011). 

## Demografía
Según el censo de 2011 la población de Kharak mafi era de 8404 habitantes, de los cuales 4273 eran hombres y 4131 eran mujeres. Kharak mafi tiene una tasa media de alfabetización del 85,70%, superior a la media estatal del 78,82%: la alfabetización masculina es del 94,20%, y la alfabetización femenina del 77%.